# 小行星6629
小行星6629（英語：6629 Kurtz）是一颗围绕太阳公转的小行星。1982年10月17日，愛德華·鮑威爾在可可尼诺县发现了此天体。
这颗小行星的绝对星等为161.9888926615445等。